# Тимми 2000
Тимми 2000 (англ. Timmy 2000), также иногда называемый Тимми и Властители Преисподней (англ. Timmy and the Lords of the Underworld) — эпизод 404 (№ 51) сериала «Южный Парк», премьера которого состоялась 19 апреля 2000 года.

## Сюжет
На уроке мистер Гаррисон обращается с умственно отсталым Тимми как с обычным учеником и в итоге отправляет его к директору за то, что тот вместо ответа на вопрос просто выкрикивает своё имя. Тимми отправляют на обследование, где ему ставят диагноз «синдром дефицита внимания» (СДВ). Дети, узнав, что Тимми из-за своей болезни полностью освобождён от домашних заданий, тоже проходят обследование, и им всем ставят аналогичный диагноз. Все ученики начинают принимать риталин и становятся спокойными и пассивными.
Тем временем, в гараже у Скайлера репетирует группа «Властители Преисподней» — они готовятся к участию в конкурсе, победитель которого будет выступать на разогреве у Фила Коллинза на фестивале Лалапалалапаза. Они слышат с улицы выкрики Тимми и решают сделать его своим вокалистом. Выиграв конкурс, «Властители Преисподней» (сменившие название на «Тимми») становятся рок-сенсацией и занимают место хедлайнера на грядущем фестивале. Фил Коллинз осуждает группу за использование инвалида в качестве вокалиста и обещает положить этому конец. Он тайно встречается со Скайлером и убеждает его, что тот достоин выступать сольно, и что группа мешает ему развиваться. Скайлер устраивает скандал и уходит из группы, позволив таким образом Филу Коллинзу снова стать хедлайнером.
Шефа беспокоит, что дети принимают риталин, и он показывает их родителям видеокассету с новым методом лечения СДВ, который сводится к крикам и раздаче подзатыльников тем детям, которые ведут себя недостаточно внимательно и спокойно. К несчастью, родители никак не реагируют, потому что тоже начали употреблять риталин. Тогда Шеф отправляется в аптеку и упрекает фармацевтов в том, что из-за употребления их лекарства жители Саут-Парка пойдут смотреть концерт Фила Коллинза. Этот факт помогает врачам понять, насколько страшную ошибку они допустили, и они дают Шефу противоядие, лекарство под названием «риталвон». Шеф с фармацевтами приезжают на концерт, добавляют риталвон в стаканы с газировкой и раздают всем присутствующим. Когда проходит действие риталина, все понимают, что Фил Коллинз — отстой, и освистывают его. «Тимми и Властители Преисподней» воссоединяются и выступают с концертом. В беснующейся толпе видно, как Фила Коллинза проносят на руках, при этом ему в задницу засунута статуэтка «Оскара».

## Смерть Кенни
После того, как Картман начинает принимать риталин, у него появляется зрительная галлюцинация в виде жукообразной Кристины Агилеры розового цвета. Когда ребята сидят и смотрят телевизор, Эрику мерещится, что Агилера ползёт по голове Кенни, и он бьёт того сковородой по голове. Поскольку Кайл и Стэн тоже находятся под воздействием риталина, они апатично произносят стандартные фразы.

## Пародии
- Выступающая на конкурсе группа «Сёстры милосердия не держат обиды на Тёмного Лорда» пародирует группу Sisters of Mercy (рус. Сёстры милосердия).
- Название фестиваля, Лалапалалапаза, отсылает к реальному музыкальному фестивалю Лоллапалуза. Повторяющаяся шутка эпизода — то, что все произносят название фестиваля с разными ошибками.
- Песня, которую Фил Коллинз исполняет на открытии фестиваля, напевая «Bu-bu-budio», пародирует его сингл 1985 года, «Sussudio»
- Скандал, разгоревшийся из-за использования умственно отсталого ребёнка в рок-группе, возможно, отсылает к Уэсли Уиллису, Дэниелу Джонстону или The Kids of Widney High.
- Доктор проверяет Тимми на наличие СДВ, читая ему вслух книгу Фрэнсиса Скотта Фицджеральда Великий Гэтсби, которая по иронии усыпляет всех взрослых; диагностируя остальных детей, он читает им Прощай, оружие! Эрнеста Хэммингуэя
- Каждый раз, когда Фил Коллинз появляется в кадре, он держит в руках статуэтку «Оскара». В 2000 году Коллинз выиграл «Оскар» в номинации на лучшую песню, которой стала его «You’ll Be In My Heart» из диснеевского мультфильма «Тарзан», оставив таким образом Паркера и Стоуна без награды (они номинировались на премию с песней «Blame Canada» из полнометражного фильма «Саут-Парк: большой, длинный и необрезанный»).
- На флакончике антагониста риталина, который Шеф и фармацевт добавляют в газировку в конце серии, можно заметить надпись MDMA — это психостимулятор амфетаминового ряда известный под названием «экстази».

## Факты
- Группа Скайлера ранее приняла существенное участие в эпизоде «Кошачья оргия».
- Песня в исполнении «Тимми и Властители Преисподней» вошла в список композиций для игры Rock Band, а также была выпущена отдельным синглом.
- В программе "Новости МТВ" на разных экранах можно увидеть Элтона Джона, Оззи Осборна, появлявшихся в серии Шефская помощь, участника группы Korn из серии Отличная загадка группы Korn о пиратском призраке, Роберта Смита из серии Меха-Стрейзанд.